# Valsjön (Hotagens socken, Jämtland)
Valsjön är en sjö i Krokoms kommun i Jämtland och ingår i Indalsälvens huvudavrinningsområde. Sjön är 72 meter djup, har en yta på 9,19 kvadratkilometer och befinner sig 331 meter över havet. Sjön avvattnas av vattendraget Hårkan.

## Delavrinningsområde
Valsjön ingår i det delavrinningsområde (710507-141940) som SMHI kallar för Utloppet av Valsjön. Medelhöjden är 396 meter över havet och ytan är 33,21 kvadratkilometer. Räknas de 41 avrinningsområdena uppströms in blir den ackumulerade arean 1 408,08 kvadratkilometer. Hårkan som avvattnar avrinningsområdet har biflödesordning 2, vilket innebär att vattnet flödar genom totalt 2 vattendrag innan det når havet efter 294 kilometer. Avrinningsområdet består mestadels av skog (61 procent). Avrinningsområdet har 9,18 kvadratkilometer vattenytor vilket ger det en sjöprocent på 27,6 procent.